# Томіслав Сунич
Томіслав Сунич (хорв. Tomislav Sunić; нар. 3 лютого 1953, Загреб) — хорватський політолог, соціолог культури та письменник, ідеолог руху «нових правих».

## Біографія
Сунич народився в Загребі, СФР Югославія (тепер Республіка Хорватія) в 1953 році у хорватській католицькій родині. Є натуралізованим громадянином США.

## Погляди
Томіслав Сунич є ідеологом руху «Нові праві». Книга «Проти демократії та рівності: європейські нові праві» – перше англомовне дослідження на тему політичного руху нових правих у Європі, видане в 2011.